# Church Missionary Society
A Church Mission Society, também conhecida como Church Missionary Society, é um grupo de sociedades evangelistas que trabalha com a Comunidade Anglicana e as Igrejas Protestantes através do mundo. Fundada em 1799, a Church Mission Society já atraiu mais de nove mil homens e mulheres para servirem como missionários, em seus seus 200 anos de história.